# La boda de la meva nòvia
La boda de la meva nòvia (títol original en anglès, Made of Honor) és una pel·lícula estatunidenca del gènere de la comèdia romàntica dirigida per Paul Weiland amb una història escrita per Adam Sztykiel (adaptada per Sztykiel, Deborah Kaplan i Harry Elfont). Va ser produïda per Neal H. Moritz i llançada per Columbia Pictures en els EUA el 2 de maig del 2008. La pel·lícula inclou l'última aparició en pantalla de Sydney Pollack. Ha estat doblada al català.

## Argument
Tom mai no s'ha adonat d'una cosa: està enamorat de la seva millor amiga. Li han calgut sis setmanes, durant les quals Hannah ha marxat a Escòcia per comprendre que volia casar-se amb ella. El problema és que ha tornat amb un futur marit a les seves maletes, un ric escocès. Però pitjor que tot, demana a Tom que sigui el seu testimoni!
Acceptarà, esperant que aconseguirà provar a Hannah que és ell que l'estima ...

## Repartiment
- Patrick Dempsey: Thomas "Tom" Bailey Jr.
- Michelle Monaghan: Hannah
- Kevin McKidd: el Duc Colin McMurray
- Kadeem Hardison: Felix
- Chris Messina: Dennis
- Richmond Arquette: Gary
- Busy Philipps: Melissa
- Whitney Cummings: Stephanie
- Kathleen Quinlan: Joan
- Emily Nelson: Hilary
- Sydney Pollack: Thomas Bailey Sr.
- James Sikking: el Reverend Foote
- Kevin Sussman: el dels calçotets curts
- Beau Garrett: Gloria
- Kelly Carlson: Christie Bailey
- Valerie Edmond: Kelly
- Hannah Gordon: la Duquessa Deirdre McMurray
- Eoin McCarthy: Ewan
- Clive Russell: Finlay
- Mary Birdsong: Sharon
- Elisabeth Hasselbeck: ella mateixa
- Grant Thomson: jugador gran de futbol escocès
- Jaime Ray Newman: Ariel
- Murray McArthur: conductor escocès

## Al voltant de la pel·lícula
- La boda de la meva nòvia és l'última pel·lícula en la qual surt l'actor i realitzador Sydney Pollack, mort dies després de l'estrena de la pel·lícula.[5]
- PatCríticarick Dempsey i Kevin McKidd es trobaran el mateix any en la sèrie Grey's Anatomy, on encarnen els papers principals.

## Crítica
- "La romàntica 'Made of Honor' afegeix sabors satíricament agres a la fórmula de cotó de sucre sense sabotejar la seva dolçor."[4]
- "Certament durant la projecció de 'Made of Honor' es va amuntegant el suspens: Haurien de Tom i Hannah adonar-se que estan fets l'un per a l'altre en l'altar, o hauria de jo primer cremar el cinema?"[6]
- "Té moments divertits, i manté la teva atenció, però certament no val la pena anar corrent al cinema i pagar per ella. Pots veure-la per la televisió en una tarda que no tinguis res a fer. (...) Puntuació: ★★ (sobre 4)"[7]